# William Stafford (cortesano)
William Stafford, de Chebsey, en Staffordshire (c.1500– 5 de mayo de 1556) fue un terrateniente de Essex y el segundo marido de María Bolena, hermana de Ana Bolena y amante de Enrique VIII de Inglaterra.

## Biografía
Stafford fue el segundo hijo de Sir Humphrey Stafford (m. 22 de septiembre de 1545) de Cottered y Rushden, Hertfordshire, y su primera esposa, Margaret Fogge, hija de Sir John Fogge de Ashaford, Kent. Su familia estaba emparentada, de forma lejana con los propietarios del ducado de Buckingham y el condado de Wiltshire hasta 1521. No obstante, William Stafford era considerado un plebeyo, solo el segundo hijo de un caballero, con la suerte de servir a Enrique VIII como soldado.
En 1532, Stafford se encontraba entre los doscientos acompañantes de Enrique VIII a Francia. El propósito del viaje era que el rey Francisco I de Francia apoyase la anulación del matrimonio entre Enrique y Catalina de Aragón, para lo que la acompañó su prometida, Ana Bolena. Entre los otros nobles se encontraba la hermana de Enrique, María, la hija mayor de Tomás Bolena, conde de Wiltshire y Ormonde. Con su parentesco, se esperaba de María tener un matrimonio fructífero. No obstante, María y Stafford se casaron en secreto en 1534. Cuando el matrimonio fue descubierto, tras un embarazo de María, la pareja fue expulsada de la corte.
La pareja originalmente vivió en Chebsey, Staffordshire, pero más tarde se movieron a la casa de los Bolena, en Rochford Hall, Rochford, Essex. Ellos vivieron en una relativa discreción hasta la muerte de María en 1543, después de lo cual Stafford sirvió en Escocia. Fue nombrado caballero en 1545, en el reinado de Enrique VIII y, dos años después, se convirtió en parlamentario por Hastings. También en 1545, Stafford volvió a casarse, concretamente con su prima segunda, Dorothy Stafford.
Durante el reinado de María I, Stafford y su familia huyeron a Ginebra. Él murió allí el 5 de mayo de 1556, antes de que la sobrina de su primera esposa, Isabel I, o vivir para ver convertirse a sus hijos en miembros influyentes de la corte isabelina.

## Matrimonios y descendencia
En, 1534 Sir William Stafford se casó en secreto con la viuda María Bolena (c.1499–1543), hermana de la reina Ana Bolena, consorte de Enrique VIII de Inglaterra. Se decía que el matrimonio se debió a un embarazo de la misma, aunque no han quedado registros de ningún descendiente de este matrimonio.
En 1545 William Stafford se casó con su prima lejana, Dorothy Stafford, hija de Henry Stafford, I Barón Stafford y Lady Ursula Pole, hija de Margaret Pole, condesa de Salisbury, última descendiente de la casa Plantagenet. Sir William Stafford y Dorothy Staffor tuvieron tres hijos y tres hijas:
- Sir Edward Stafford (1552–1604) de Grafton, quien se casó en primeras nupcias, con Roberta Chapman (d.1578), la hija de Alexander Chapman deRainthorpe Hall, Norfolk, con quien tuvo un hijo y dos hijas, y posteriormente, el 29 de noviembre de 1597, con Douglas Sheffield (1547–1608), hija de William Howard, I Barón Howard de Effingham, ay hermana de Charles Howard, I conde de Nottingham.[9]
- William Stafford (1554–1612), conspirador, casado desde 1593 con Anne Gryme (d.1612), hija de Thomas Gryme de Antingham, Norfolk, con quien tuvo una hija, Dorothy Stafford, y un hijoson, William Stafford (1593–1684).[10]
- Sir John Stafford de Marlwood Park (January 1556 – 28 de septiembre de 1624), Thornbury, Gloucestershire, casado en primeras nupcias con Bridget Clopton (d. March 1574), hija de William Clopton de Kentwell Hall, con quien tuvo un hijo,;[11][12] y en segundas nupcias, el 29 de enero de 1580, con Millicent Gresham (enterrada el 24 de diciembre de 1602), hija de Edmund Gresham (enterrado el 31 de agostos de 1586)y Joan Hynde, con quien no tuvo descendencia.[13]
- Elizabeth Stafford (1546 - 6 de febrero de 1599), casada primero con William Drury (1550–1590), con descendencia. Se casó después con John Scott.
- Ursula Stafford (b.1553), casada con Richard Drake (m. 11 de julio de 1603)[14] of Esher, Surrey, caballerido de Isabel I, hermano de Bernard Drake. Madre de Francis Drake (m.1633).
- Dorothy Stafford, probablemente muerte en la infancia.[8]

## William Stafford en la cultura popular

### Cine y Televisión
- Stafford es interpretado por Eddie Redmayne en la adaptación de Hollywood de La otra Bolena, by Philippa Gregory, con Scarlett Johansson como Mary Boleyn.
- Phillip Glenister interpretó a Stafford, con Natascha McElhone como María, en la adaptación de la BBC de La otra Bolena.
- Stafford es mencionado en la serie Los Tudor, debido a su matrimonio con María Bolena. Aunque nunca se presenta en pantalla.
- Stafford aparece brevemente en la adaptación televisiva de En la corte del lobo, interpretado por Tom Forbes.

### Libros
- Stafford aparece como personaje principal en La última Bolena, por Karen Harper, un libro sobre la vida de María Bolena . Es llamado "Staff" por sus conocidos (sobre todo por Enrique VIII).
- Stafford (llamado simplemente "William") fue también un personaje importante en La otra Bolena, por Philippa Gregory. Conoce a María Bolena  en 1527, al escoltarla al Castillo de Hever. Ellos se hacen amigos tras la muerte del primer esposo de María, William Carey y Stafford compra los primeros ponis de los hijos de María. María y William se casaron en secreto en 1533, aunque Ana Bolena, la hermana de maría, no lo descubre hasta un año después, cuando María se queda embarazada de su hija Ana.
- Su matrimonio es mencionado en En la corte del lobo, donde María Bolena es un personaje principal. Aparece brevemente, en una escena en Calais.